# 1 Permska Dywizja Strzelecka
1 Permska Dywizja Strzelecka (ros. 1-я Пермская стрелковая дивизия) - jednostka wojskowa Białych na Syberii podczas wojny domowej w Rosji
17 stycznia 1919 r. dowódca Armii Syberyjskiej gen. Radola Gajda wydał rozkaz sformowania w Permie dywizji strzeleckiej. Otrzymała ona nazwę 1 Permskiej Dywizji Strzeleckiej. Składała się z 1 Permskiego, 2 Czerdyńskiego, 3 Dobriańskiego i 4 Solikamskiego Pułków Strzeleckich (stanowiących 1 i 2 Brygadę Strzelecką) oraz 1 Permskiego Dywizjonu Artylerii i 1 Permskiej Kompanii Inżynieryjnej. Kadrę dywizji stanowili żołnierze rozformowanego I Permskiego Oficerskiego Pułku Strzeleckiego. Na jej czele stanął początkowo komendant garnizonu Permu gen. Wasilij S. Szarow. Funkcję szefa sztabu pełnił płk Suchorski. Dowódcą 1 Permskiego Pułku Strzeleckiego został płk Barmin, 2 Czerdyńskiego Pułku Strzeleckiego sztabskpt. Błochin, zaś 1 Permskiego Dywizjonu Artylerii - kpt. Kołokolcew. Dywizja weszła w skład I Środkowo-Syberyjskiego Korpusu Armijnego. W lutym dla szkolenia rezerw dla dywizji został utworzony w Permie 1 Permski Pułk Kadrowy. Pod koniec lutego dywizja trafiła na front, będąc jeszcze w końcowym etapie formowania. Natychmiast wzięła udział w walkach w rejonie wsi Sukmany. Ranny został sztabskpt. Błochin, który z 3 żołnierzami przeprowadzał rozpoznanie wrogich pozycji. Dywizja uczestniczyła w wiosennej ofensywie wojsk adm. Aleksandra W. Kołczaka, zdobywając Głazow. W marcu dowództwo dywizji objął gen. Nikołaj A. Eskin. 3 kwietnia pod wsią Troszkino zginął sztabskpt. Błochin. Wczesnym latem 1919 r., kiedy oddziały Białych zaczęły ponosić klęski, dywizja prowadziła walki odwrotowe w rejonie Głazow-Perm. 30 czerwca pod wsią Kosoturichi bez walki poddali się bolszewikom żołnierze 3 Dobriańskiego i 4 Solikamskiego Pułków Strzeleckich. Po zajęciu Permu i Kunguru przez bolszewickie 2 i 3 Armie 1 lipca, co odcięło wojskom Białych możliwość wycofania się w kierunku Jekaterynburga, 1 Permska Dywizja Strzelecka została rozbita. Resztki zdołały przedostać się do Tiumeni, gdzie dywizję oficjalnie rozformowano.